# Louis Silvy
Louis Silvy est un parlementaire et polémiste janséniste français né à Paris le 27 novembre 1760 et mort à Port-Royal des Champs, commune de Magny-les-Hameaux le 12 juin 1847.

## La famille Silvy
Famille originaire de Provence. Le premier à s'installer à Paris et à proximité de Port-Royal des Champs, fut Pierre Silvy, bourgeois de Paris, intendant des maisons et affaires du prince de Monaco, fils d'Antoine Silvy, procureur au Parlement de Provence, et de Françoise d'Imbert. Pierre Silvy acquit en 1694 la propriété où est située aujourd'hui le château Silvy devenu mairie de Bièvres, et qui s'étendait jusqu'aux étangs de Saclay. Il laissa pour héritier son neveu Melchior Silvy, bourgeois de Paris, seigneur de Richeville à Vauhallan, époux de Marie-Anne Favier. La propriété échut à leur fils Louis-Melchior Silvy, chevalier, seigneur de Richeville, conseiller auditeur en la Chambre des Comptes. Le grand-oncle et parrain de Louis-Melchior, Louis Aubereau, seigneur de Villiers, était un riche homme d’affaires, contrôleur de la marée à Paris, auquel Bossuet avait confié en fermage, pour moitié, son abbaye, moyennant 25000 Livres par an. À sa mort, il désigna pour légataires universels Louis-Melchior Silvy et Jacques-Louis Favier, auxquels ils légua notamment sa maison de la rue de Cléry en copropriété. Louis-Melchior Silvy, qui avait étudié le droit et été reçu avocat en Parlement acheta une charge de conseiller-auditeur en la Chambre des comptes.
Louis-Melchior Silvy avait épousé, le 27 juin 1752 à Nogent-sur-Marne, Madeleine Étiennette Louise Domilliers, qui est donc la mère de Louis Silvy. Elle était la fille d'Armand Anselme Domilliers, écuyer, avocat en Parlement, greffier-plumitif a la chambre des comptes depuis 1714, et d'Étiennette-Louise Secousse, sœur de Denis-François Secousse.

## Le parlementaire janséniste
Louis Silvy a sans doute passé son enfance dans la maison de la rue de Cléry, à Paris. C'est là que son père recueillit, en 1773, Jean-Louis de Poilly, victime d'une étrange  affaire qui défraya la chronique parisienne de l'époque. Il fut instruit par Dom Deforis, bénédictin connu pour ses travaux historiques et pour la publication des œuvres de Bossuet ; Louis Silvy aurait participé à son travail, en préparant les tables des treizième et quatorzième volumes, qui ne furent jamais publiés en raison du conflit qui opposait Deforis à son éditeur. Il succède à son père dans sa charge de conseiller-auditeur en 1780. Il réside alors rue de la Tissanderie, cul-de-sac Saint-Faron, paroisse St-Gervais. En 1784, il emménage rue Saint-Louis-en-l’île.
Le 28 avril 1789, il assiste à l'assemblée primaire de la noblesse en vue de la préparation des Etats généraux, dans le 1er département, c'est-à-dire au Grand-Châtelet.
Il épouse, avant la Terreur, Rosalie-Thérèse Boudet, elle-même issue d'une famille de parlementaires de tradition janséniste. Elle est la fille d'Ambroise Guillaume Géraud Boudet (1714-1787), seigneur de Sévilhac, avocat en Parlement de Paris et l'un des actionnaires de la Compagnie des mines d'Anzin, et de Marie-Cécile Antoine. Cette dernière était la fille de François Antoine, porte-arquebuse du roi, célèbre pour avoir traqué la Bête du Gévaudan. On remarquera que Géraud Boudet, le beau-père de Louis-Silvy est un proche de Claude Léger, curé de Saint-André-des-Arts soupçonné de jansénisme. Rosalie-Thérèse Boudet décédera sans doute avant 1809, puisque sont publiées cette année-là des Pensées pieuses en forme d'élévations. Ouvrage posthume d'une dame de charité de la paroisse Saint-Thomas d'Aquin qui lui sont attribuées.

## Le chrétien et le propriétaire
La famille de Louis Silvy dispose d'une certaine fortune, ce qui lui permet, lorsqu'il perd sa charge à la Révolution française, de se consacrer à l'étude de la religion et à la charité. C'est ainsi qu'il est membre de la fabrique de Notre-Dame des Blancs-Manteaux à Paris, où il est « commissaire des pauvres ». Il sert les pauvres en menant une vie d'austérité : études et lectures sérieuses, récitation des offices de l'Église, jeûne tous les vendredis, il couche également sur une paillasse.
Louis Silvy possédait le domaine de Champgueffier, à La Chapelle-Iger (actuelle Seine-et-Marne). Le domaine inclut en outre les fermes de Champgueffier et de Vaux, un moulin, un pressoir à pommes (qui existe toujours). Il y possédait l'un des premiers élevages de moutons mérinos, importés d'Espagne à partir de 1786. C'est là que, en 1800, son beau-frère le médecin Grégoire Lachèse se livre à la première expérimentation connue de vaccination contre la maladie du claveau. Il revendra ensuite ce domaine à l'ancien constituant Louis de Boislandry pour une somme de 115 000 francs. Il possède également un domaine à Blandy-en-Brie, qu'il tient visiblement de sa belle-famille : il provenait d'un grand-oncle de sa belle-mère, Daniel Gittard, lui-même fils de Daniel Gittard, architecte  ordinaire de Louis XIV. En l'an X, il revend cette ferme à Honoré Benjamin Taillandier, avoué. Du même héritage lui provenait également une maison à Paris, rue des Mauvais-Garçons.
En 1804, Louis Silvy fait l'acquisition du domaine de Chatou, qui avait appartenu au contrôleur général Bertin. Bien que le domaine ait perdu de sa splendeur depuis l'émigration du célèbre agronome en 1791, il conserve une exploitation maraîchère, un jardin d'acclimatation, une orangerie, une bergerie, des terres, mais aussi un château de soixante-douze pièces, construit  en 1780 par l'architecte Soufflot, qui y crée aussi un nymphée  qui existe toujours. On y trouve aussi, au milieu d'un parc à l'anglaise, un jeu de bagues et un pavillon chinois édifiés par l'architecte Lequeux. L'achat témoigne d'un goût sûr en matière d'agronomie, d'autant plus que Silvy y adjoignit une importante grange. Il poursuit l'élevage de moutons, qui fait l'objet d'une réglementation municipale sur le droit de pâturage. Il semble avoir revendu ce domaine en 1812.

## Le souvenir de Port-Royal
Pendant toute sa vie, Louis Silvy a cherché à perpétuer le souvenir de Port-Royal et a défendu les principes jansénistes. Il est proche, sans en faire vraiment partie, de la Société de Port-Royal, qui poursuit l'œuvre de la Boîte à Perrette à partir de 1802. Il participe ainsi à la célébration du centenaire de la fin de Port-Royal le 29 octobre 1809, aux côtés d'autres proches de Port-Royal comme l'abbé Grégoire - qu'il n'appréciait guère en raison de son républicanisme. Le 7 septembre 1813, c'est chez Louis Silvy que l'on se réunit après la célébration du centenaire de la bulle Unigenitus.
Lorsque, à cause des guerres napoléoniennes, les archives du Vatican se trouvent à Paris, il a l'occasion de les consulter et d'en recopier un grand nombre, qui vont lui servir dans ses combats contre la bulle Unigenitus et les jésuites. Il poursuit le combat des jansénistes du XVIIIe contre la bulle qui les a condamnés et écrit plusieurs discours contre celle-ci, notamment en 1813. Il est l'auteur de nombreux libelles sur ce sujet. Son autre préoccupation est la lutte contre le rétablissement des Jésuites sous la Restauration. Il publie à cette occasion de nombreux pamphlets.
En 1824, ayant hérité une certaine fortune de sa mère, Louis Silvy — qui demeure alors rue des Mathurins Saint-Jacques — achète, avec quatre membres de la Société de Port-Royal, les ruines du monastère, dans la vallée de Chevreuse. Il en possède alors les trois cinquièmes. Il achète également en 1829 une grosse maison à Saint-Lambert-des-Bois, commune proche, ainsi qu'à Magny-les-Hameaux en 1835, où il finance des écoles tenues par des frères qui instruisent gratuitement les jeunes garçons du village. L'ensemble a coûté 210 000 Francs. Il fit aménager le domaine en propriétaire expérimenté : assèchement de l'étang, mise en forme de croix latine du grand canal, reconstitution des bâtiments disparus.

## Le lien entre les groupes jansénistes

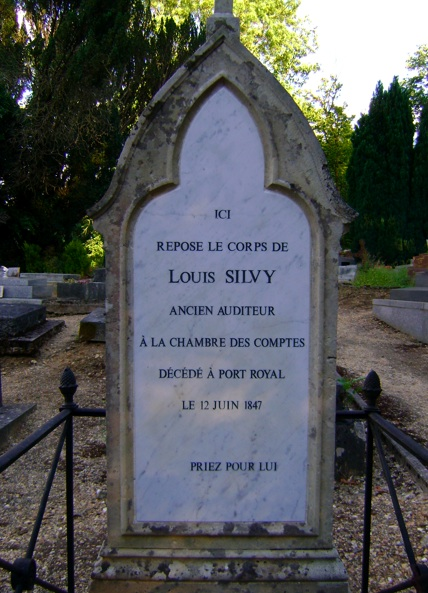
La tombe de Louis Silvy au cimetière de Saint-Lambert des Bois, juste à côté du carré de Port-Royal

Parmi les différents groupes jansénistes du XIXe siècle, il est celui qui fait le lien entre tous. Il entretient une correspondance abondante avec les groupes lyonnais, notamment, qu'il défend au besoin contre le clergé catholique romain. Il prend également la défense publique de l'abbé François Jacquemont, prêtre janséniste du Forez interdit après la Révolution Française et jusqu'à sa mort en 1835.
Fervent royaliste, il se prend d'intérêt pour l'histoire de Martin de Gallardon, agriculteur qui dit avoir vu un ange lui demandant de voir le roi pour que celui-ci redresse le niveau moral de la France. Sous son nom ou de façon anonyme, il publie encore lettres et pamphlets pour défendre Martin, qui est jugé comme fou. Louis Silvy est également impliqué dans l'histoire de Karl-Wilhelm Naundorff, le faux-dauphin qui défraye la chronique sous la Restauration.
En 1839, peu avant sa mort, un journaliste visitant les ruines de Port-Royal le décrit ainsi : « Je le vois encore, son costume sévère, ses cheveux blancs, cette lente démarche d'un homme qui ne se presse plus, assuré qu'il est d'arriver toujours assez tôt, sa calme et sereine physionomie où se lisait le contentement d'une belle ame, et qui, participant comme le reste de la poésie de ces lieux, avait comme eux son reflet de l'histoire ».

## Œuvres (liste non exhaustive)
Louis Silvy a une soixantaine d'entrées pour ses œuvres à la Bibliothèque Nationale de France, dont :
- Inscriptions concernant la célèbre maison de Port-Royal des Champs (s.d)

- Du rétablissement des Jésuites en France, Adrien Aigron, 1816, sous le nom de M. S***, ancien magistrat (télécharger)

- Les fidèles catholiques aux évêques et à tous les pasteurs de l'Eglise de France, au sujet des nouvelles éditions des œuvres de Voltaire et de Rousseau (1817)

- Relation concernant les évènements qui sont arrivés à un laboureur de la Beauce (Thomas Ignace Martin) dans les premiers mois de 1816, Edouard Bricon, 1817, sous le nom de M. S*** (télécharger)

- Henri IV et les Jésuites, Adrien Aigron, 1818, publié sans nom d'auteur (télécharger)

- Avis important sur les nouveaux écrits des modernes ultramontains et des apologistes d'une Société renaissante (1818)

- Le passé et l'avenir expliqués par des évènements extraordinaires arrivés à Thomas Martin, laboureur de la Beauce, par M. S***, Paris, Edouard Bricon, 1832 (télécharger).